# Rochers Zoé
 (juin 2025).
Les Rochers Zoé sont des rochers de la Côte d'Ivoire. Ils sont situés dans le District des Montagnes, dans la partie sud-ouest du pays, 290 km à l'ouest de Yamoussoukro, la capitale du pays. Les Rochers Zoé sont situés à une altitude de 183 mètres d'altitude.
Le terrain autour des Rochers Zoé est plat[réf. nécessaire]. Le point culminant de la région a une altitude de 213 mètres et 1 km au nord des Rochers Zoé[réf. nécessaire]. Il y a environ quatre personnes par kilomètre carré autour des Rochers Zoé avec une très petite population. Il n'y a pas de villes aux alentours. Les Rochers Zoé sont presque entièrement entourés de forêt. Dans la région des Rochers Zoé, les rivières sont particulièrement fréquentes[réf. nécessaire].
Le climat est de type Sud-Ouest. La température moyenne est 21 °C. Le mois le plus chaud de février, le 22 °C, et le mois de ⁣⁣juillet⁣⁣, le plus froid, à 20 °C. Les précipitations moyennes 2,243 millimètres par an. Le mois le plus humide est octobre, avec 300 millimètres de précipitations, et le plus sec est janvier, avec 16 millimètres.
| Rochers Zoé Climatogramme Haut : Température maximale moyenne (°C) Bas : Précipitations (mm). Total annuel : 2 243 mm.Source : |           |           |           |           |           |           |           |           |           |           |          |
| J | F         | M         | A         | M         | J         | J         | A         | S         | O         | N         | D        |
| 16 22 20 | 127 24 20 | 194 23 19 | 211 23 19 | 268 23 20 | 281 22 18 | 142 21 18 | 129 22 18 | 267 22 20 | 300 22 18 | 221 24 18 | 87 23 21 |